# Internetprovider
Een internetprovider of internetaanbieder (Engels: internet service provider of ISP) is een organisatie of persoon die diensten levert op of via het internet. Dit kan zowel de verbinding van een gebruiker aan het internet zijn, alsook diensten die de gebruiker via het internet kan gebruiken. De verschillende diensten die een internetprovider aanbiedt zijn hieronder uitgewerkt.

## Aanbod

### Internet access provider
Een (Internet) Access Provider of IAP is een organisatie of persoon die aan particulieren en/of bedrijven faciliteiten biedt om een vaste computer of een mobiel apparaat verbinding te laten maken met het internet. Dit kan op verschillende manieren: bijvoorbeeld via inbellen of ADSL (beide via het telefonienetwerk), kabelinternet (via het kabeltelevisienetwerk) of via mobiel internet of wifi.

### Internet service provider
Een Internet Service Provider of ISP is een bedrijf dat internetdiensten aan klanten aanbiedt. De meeste ISP's bieden internettelevisie en internettelefonie aan en ze leveren netwerkapparatuur voor huisnetwerken. Traditioneel bieden ISP's eigen e-mailadressen aan, de mogelijkheid een eigen site op het world wide web te maken en vaak bieden ze de mogelijkheid om gegevens via FTP toegankelijk te maken. Vaak biedt een ISP ook een nieuwsserver voor Usenet.
In de volksmond wordt vaak ISP gezegd als de access provider wordt bedoeld. Meestal bieden access providers ook allerlei diensten aan die hen tot ISP maken. Steeds vaker worden de genoemde diensten op het internet door grote bedrijven als Microsoft, Google en Yahoo! gratis aangeboden.

### Internet hosting provider
Een internethostingprovider of een IHP is een ISP die diensten levert voor het toegankelijk maken van een internet domeinnaam en webhosting (het maken van een eigen website).

## Nederland

### Ontwikkeling
Met de formele oprichting van Stichting NLnet door NLUUG in 1989, was de eerste internetserviceprovider in Nederland een feit. Volgens het financieel verslag van de stichting over het jaar 1989, begon zij echter pas in mei 1990 met de feitelijke exploitatie van het Nederlandse deel van het internationale UNIX-netwerk. Stichting NLnet was een stichting zonder winstoogmerk en kreeg vooral in de beginperiode donaties in de vorm van computers, servers, modems en systeemsoftware.
In 1991 waren de eerste particulieren met een aansluiting op internet de leden van een groepje binnen de HCC in het kader van het EUnet-project Hobbynet. In de jaren 1993 en 1994 behoorden XS4ALL, EuroNet, NLnet BV (een dochterbedrijf van Stichting NLnet) en Knoware tot de eerste commerciële providers. Deze providers kregen al snel meer klanten. Aanvankelijk konden klanten verbinding maken met internet door met een modem via de telefoonlijn te bellen naar een inbelnummer van de internetprovider; eerst meestal via een interlokaal telefoonnummer, maar omdat de tarieven voor interlokale netnummers hoger waren dan tarieven voor lokale netnummers gingen de providers hun inbelpunten uitbreiden tot landelijke dekking. Voor verbinding met internet moest immers per minuut (de kosten van het telefoongesprek) betaald worden. 
Vanaf 1995 maakten kabelmodems het mogelijk om het kabeltelevisienetwerk niet alleen voor radio- en televisiesignalen te gebruiken, maar ook voor internetverkeer. Daardoor konden ook de kabelmaatschappijen zich als internetproviders gaan opstellen. Daarmee was voor het eerst een internetverbinding mogelijk die niet per minuut, maar per maand betaald werd en bovendien was voor het eerst breedbandinternet mogelijk: internet via het kabeltelevisienetwerk was veel sneller dan via een inbelmodem. Twee jaar later kreeg het kabeltelevisienetwerk een concurrent: ADSL via de telefoonkabel. Door de goede kwaliteit van ADSL stapten veel ontevreden klanten van het kabeltelevisienetwerk over naar de providers die ADSL-abonnementen aanboden. De grote investeringen die nodig waren voor een breedbandnetwerk met landelijke dekking konden niet door alle providers worden opgebracht, waardoor het aantal providers door overnames en faillissementen flink afnam. 
In Nederland heeft KPN het complete telefoonnet naar alle huizen in beheer. Om te zorgen dat er toch een concurrerende markt mogelijk is moet KPN van de Autoriteit Consument en Markt (ACM) ook aan andere internetproviders de mogelijkheid aanbieden van deze kabels gebruik te maken om internet over de telefoonlijn aan te bieden. De providers mogen daarvoor in de centrales van KPN apparatuur neerzetten voor het maken van internetverbindingen over de telefoonlijnen die van daaruit naar de huizen gaan. Daarnaast biedt KPN ook zelf internettoegang aan via dochterbedrijven (met de merken XS4ALL, KPNInternet en Telfort). Uitzonderingen zijn BBned (InterNLnet, Alice), Unet, Versatel en T-Mobile Online, omdat zij een eigen infrastructuur hebben om ADSL aan te bieden, en hierbij als enige ADSL-providers dus niet afhankelijk zijn van het ADSL-product van KPN.
Op de markt voor de kabeltelevisie zijn meerdere bedrijven actief, die allemaal ook actief zijn als internetprovider. Hoewel het hier om meer spelers gaat, kan dit nog steeds als een monopolie worden gezien: elk huis heeft immers slechts een verbinding met een enkele coaxkabel, en heeft daarin geen keuze. Het internet via het kabeltelevisienetwerk is niet zo gereguleerd als ADSL.
De Nationale Beheersorganisatie Internet Providers (NBIP) is een Nederlandse non-profitorganisatie die internetproviders helpt en zorgt voor afdoende afdekking van veiligheidsrisico's door een gezamenlijke aanpak tegen bijvoorbeeld DDoS-aanvallen.

### Provideraansprakelijkheid
Omdat internetproviders vaak servers beheren waarop niet zijzelf, maar hun klanten informatie kunnen plaatsen, was in het verleden onduidelijk wie nu verantwoordelijk was voor onrechtmatige informatie op een bepaalde website: de beheerder van de webserver of degene die de informatie op de website beheert. Dit is kort uitgelegd het vraagstuk van de provideraansprakelijkheid.
Artikel 54a van het Nederlandse Wetboek van Strafrecht luidt:
Een tussenpersoon die een telecommunicatiedienst verleent bestaande in de doorgifte of opslag van gegevens die van een ander afkomstig zijn, wordt als zodanig niet vervolgd indien hij voldoet aan een bevel van de officier van justitie, na schriftelijke machtiging op vordering van de officier van justitie te verlenen door de rechter-commissaris, om alle maatregelen te nemen die redelijkerwijs van hem kunnen worden gevergd om de gegevens ontoegankelijk te maken.
Dit betekent dat een internetprovider in beginsel niet verantwoordelijk is voor de informatie die haar klanten online plaatsen, mits de provider informatie ontoegankelijk maakt wanneer de officier van justitie of de rechter-commissaris dit bevelen. 
Dat klinkt redelijk, maar is in de praktijk niet zo eenvoudig: Wanneer het informatie betreft op een webserver van een provider, dan kan die provider de informatie simpelweg verwijderen. Maar wanneer het informatie betreft op een server die eigendom is van de klant, en waar de internetprovider dus alleen zorg draagt voor de internetverbinding, dan ligt dat minder eenvoudig. In zo'n geval kan de provider de informatie niet van de server verwijderen: de enige maatregel die de provider zou kunnen nemen, is de internetverbinding verbreken. Maar daarmee zou ook alle andere informatie op de betreffende server, ontoegankelijk worden. 
In de Europese richtlijn inzake elektronische handel wordt daarom onderscheid gemaakt tussen het opslaan van informatie (caching en hosting) en het doorgeven van informatie, dat mere conduit genoemd wordt. Wanneer er sprake is van onrechtmatige informatie die verwijderd moet worden van een server van een hostingprovider, dan zal die provider aan een verzoek van de officier of rechter-commissaris gehoor moeten geven. Wanneer de informatie zich echter op een andere server bevindt, en er dus sprake is van mere conduit, dan zal de provider die informatie niet ontoegankelijk maken. In dat laatste geval kunnen bij de internetprovider wel de NAW-gegevens van de betreffende klant opgevraagd worden, zodat de eisende partij zich rechtstreeks tot de klant kan richten.
Om die procedure eenvoudiger en duidelijker te maken, heeft internetprovider XS4ALL als eerste in februari 2007 een procedure voor klachten over uitingen op internet gepubliceerd. In navolging daarvan heeft een groot aantal Nederlandse providers, samenwerkend in het programma Samen tegen Cybercrime, op 2 oktober 2008 een Gedragscode Notice-and-Take-Down gepubliceerd, waarin beschreven staat hoe geklaagd kan worden over uitingen op internet en hoe met klachten wordt omgegaan.

## België
In Vlaanderen zijn er twee dominante providers: Proximus en Telenet. Proximus is voor 53,5% in handen van de Belgische staat en heeft de volledige rechten op de telefoonkabel in België. Telenet is van oorsprong een Vlaams, maar intussen Amerikaans bedrijf en heeft de rechten op de televisiekabel in Vlaanderen.
In Wallonië bezit VOO voor het overgrote deel de televisiekabelrechten, terwijl ook daar Proximus de volledige rechten heeft op de telefoonkabel.
In het Brussels Gewest bezit Numericable (sinds 2016 overgenomen door Telenet) de televisiekabelrechten. Ook Proximus heeft daar de volledige rechten op de telefoonkabel.
Zowel via de telefoonkabel als de televisiekabel is het mogelijk om internet bij de klant in huis te brengen. Andere internetproviders (virtuele internetproviders) huren dan het netwerk van Proximus of Telenet om internet bij de klant te brengen, aangezien zij niet beschikken over een eigen netwerkinfrastructuur. Daarnaast biedt de derde fysieke internetprovider Orange internet aan dat werkt via hun mobiel netwerk (3G of 4G), bedoeld voor thuisgebruik.
Mobiele internetproviders bieden internet aan via het mobiele netwerk, bedoeld voor (hoofdzakelijk) mobiele apparaten zoals smartphones. Virtuele mobiele internetproviders die niet over een eigen mobiel netwerk beschikken, betalen aan fysieke mobiele internetproviders om via het mobiel netwerk internet te kunnen aanbieden aan hun klanten. Een voorbeeld hiervan is Mobile Vikings.